# Čestné pohřebiště II. a III. odboje (Ďáblice)
Čestné pohřebiště II. a III. odboje či Čestné pohřebiště popravených a umučených politických vězňů a příslušníků II. a III. odboje je pietní místo nacházející se při ohradní zdi v severovýchodní části Ďáblického hřbitova v Praze 8. Jde o symbolické místo úcty k obětem totalitních režimů.

## Historie
Při severní zdi Ďáblického hřbitova byly ukládány lidské ostatky do hromadných neoznačených (šachtových) hrobů v letech 1943 až 1961.
V době Protektorátu Čechy a Morava sem Němci pohřbívali (mimo jiné) účastníky II. odboje. Po skončení druhé světové války se toto nepietní místo stalo místem posledního spočinutí tělesných ostatků představitelů nacistické okupační správy a válečných kolaborantů, kteří byli odsouzeni k trestu smrti poválečnými mimořádnými lidovými soudy.
Na čestném pohřebišti se nalézají ostatky obětí z celé Československé republiky, ale není dost dobře možné zmapovat, kde kdo leží, neboť chybí přesná dokumentace k hromadným šachtovým hrobům. Dokumenty (základní knihy) shořely při jednom ze dvou požárů. Každý šachtový hrob mohl pojmout až 32 těl, hromadných hrobů je 71.
Po „vítězném“ únoru 1948 pokračovala (v letech 1948 až 1961) praxe nepietního anonymního ukládání ostatků popravených politických vězňů (cca 94 popravených). Rovněž zde komunistický režim pohřbíval osoby zemřelé ve výkonu trestu (cca 43 osob).
De facto na stejném místě jako příslušníci II. odboje a jejich nacističtí „protivníci“ byly pohřbeny i oběti komunistických represí z období po druhé světové válce, např. manželka Josefa Mašína Zdenka Mašínová či páter Josef Toufar.

### Čestné pohřebiště popravených a umučených z padesátých let – III. odboj

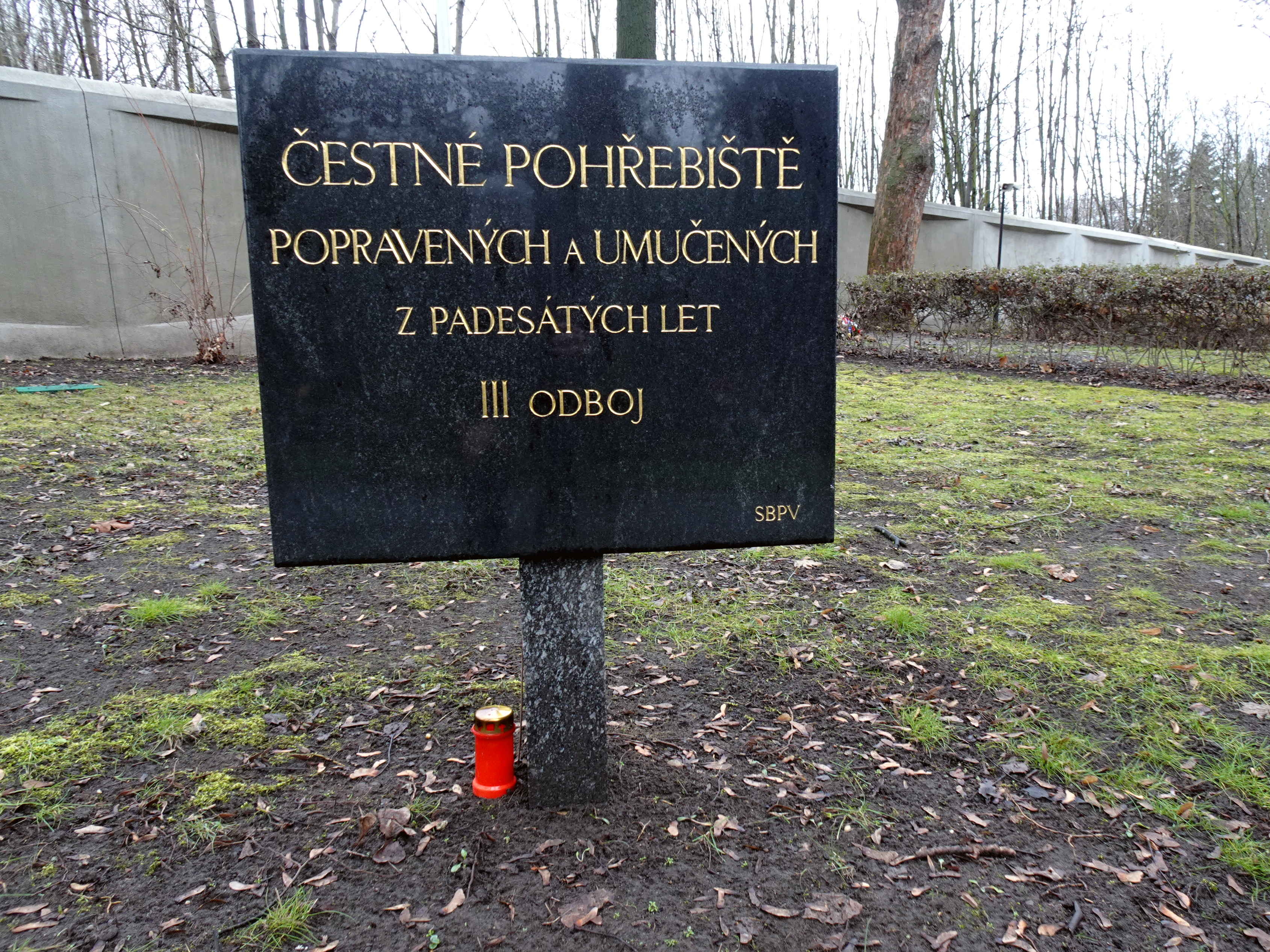
Informační tabulka k pohřebišti III. odboje

Čestné pohřebiště III. odboje je tvořeno symbolickými náhrobními deskami vesměs jednotného formátu. Desky jsou uspořádány v několika segmentech. Segmenty jsou odděleny nízkými živými ploty. Náhrobky jsou seřazeny podle data úmrtí. Celkem je zde uvedeno 247 jmen politických vězňů s daty narození a úmrtí. Celkové provedení instalace čestného pohřebiště svým způsobem odkazuje na nepietní pohřbívání tělesných ostatků do hromadných neoznačených šachtových hrobů.

### Dětský hřbitůvek
Na čestné pohřebiště třetího odboje navazuje opodál se nacházející takzvaný dětský hřbitůvek, osazený 40 deskami se 43 jmény dětí. Údajně se mělo jednat o děti narozené politickým vězeňkyním z 50. let 20. století vězněným na Pankráci nebo o děti narozené ve vězení. Ve skutečnosti jde ale většinou o jména převzatá (při pietní úpravě čestného pohřebiště třetího odboje) z pomníčků původně umístěných nad šachtovými hroby, kam byli společně pohřbíváni dospělí i děti; děti většinou z porodnic, nemocnic a anatomických ústavů, z věznic jich pocházela jen malá část. Nelze tak vyloučit, že mezi jmény uvedenými na dětském hřbitůvku jsou i nějaké děti z věznic. Jde ale jen o hřbitov čistě symbolický.

### Památník v místě pohřbívání obětí nacismu 1939–1945: Ostatky hrdinů II. odboje

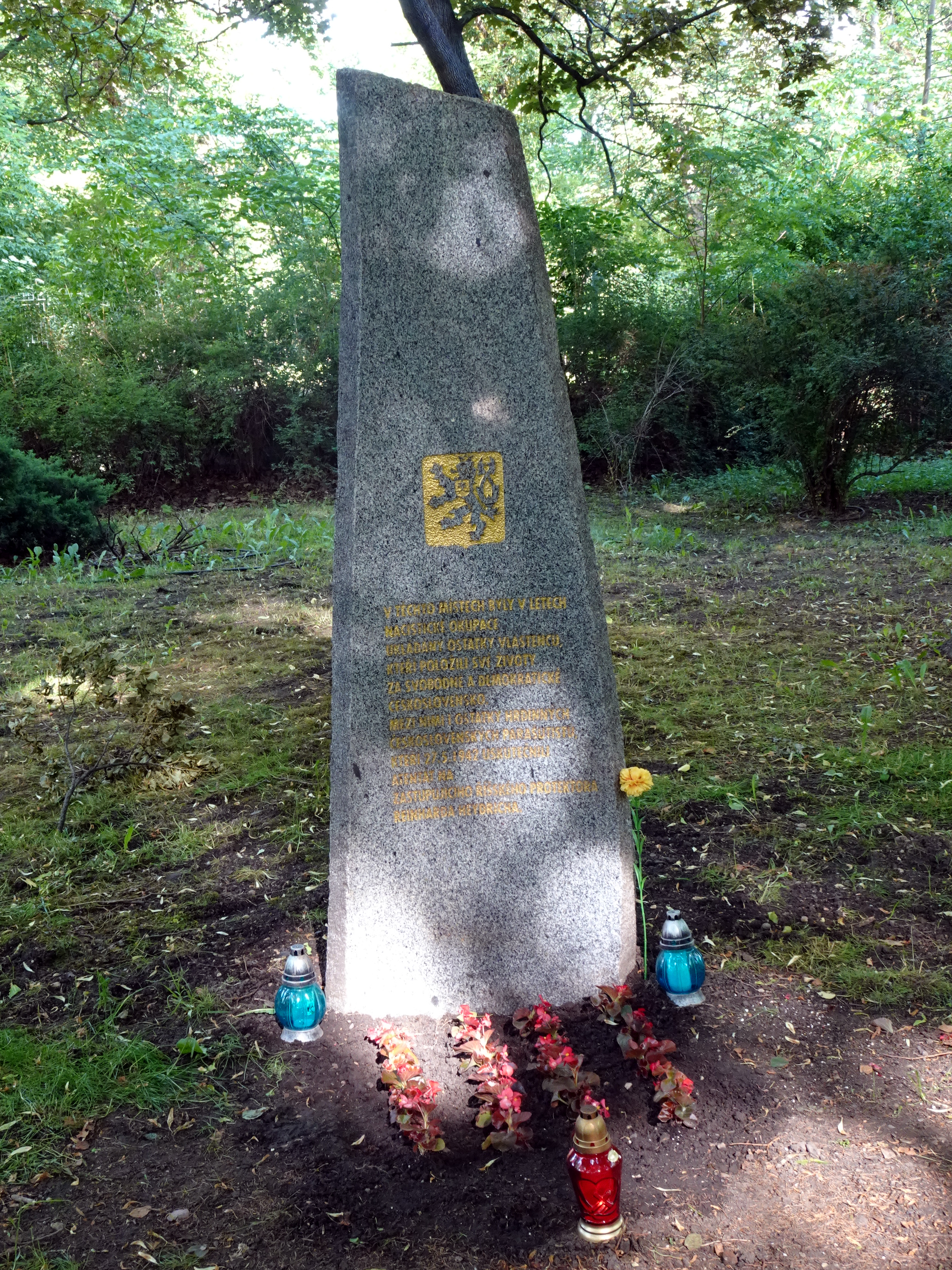
Památník II. odboji z roku 2008

V neoznačených hrobech se údajně nacházejí hrdinové II. odboje, například: Jozef Gabčík, Jan Kubiš, parašutisté z výsadku Silver A (Alfréd Bartoš, Josef Valčík, Jiří Potůček). U severní zdi hřbitova bychom nalezli ostatky parašutisty Jaroslava Švarce (výsadek Tin), ale kromě bezhlavých těl sedmi parašutistů z krypty kostela svatého Cyrila a Metoděje v Resslově ulici v Praze zde skončily i ostatky jednoho ze Tří králů štábního kapitána Václava Morávka a těla význačných členů II. odboje – radiotelegrafistů Františka Peltána a Jindřicha Klečky. Byla zde nedůstojně pohřbena i česká učitelka, odbojářka a pardubická spolupracovnice paraskupiny Silver A Lidmila Malá, žižkovská podporovatelka parašutistů Marie Moravcová (vařila parašutistům ukrývajícím se v kryptě kostela svatého Cyrila a Metoděje). Také zde údajně leží ostatky čelných představitelů radikální sokolské odbojové organizace Říjen: Jaroslava Pechmana, Jana Zelenky–Hajského i jeho syna Jana Milíče Zelenky. Výčet ostatků členů II. odboje, kteří zde našli věčný klid, ale není zdaleka úplný. Nutno na tomto místě uvést ještě například: člena paravýsadku Antimony Lubomíra Jasínka, Františka Kotrbu, příslušníka paravýsadku Bioscop Bohuslava Koubu, lékaře Břetislava Lyčku, člena paravýsadku Zinc Arnošta Mikše, Čeňka Šillingera (1896–1942); velitele paravýsadku Antimony Františka Závorku a další.
Není však možné s jistotou tvrdit, že těla parašutistů a dalších odbojářů zemřelých v roce 1942 jsou skutečně uložena na Ďáblickém hřbitově. Napomáhá tomu fakt, že šachtové hroby byly v Ďáblicích založeny až v roce 1943. Těla mohla být pohřbena na Vinohradském hřbitově, který k tomuto účelu v červnu 1942 sloužil a kde je podle poválečné policejní zprávy pohřbeno tělo Václava Morávka. Ostatky mohly být i spáleny ve Strašnickém krematoriu, což bylo praxí u popravených za stanného práva.

### Ostatky dalších protektorátních osob
Leží tu ale také těla členů kladenského gestapa (účastníků vyvraždění Lidic): Harald Wiesmann, Otto Gehle (1901–1947), Walter Forster (1909–1947), Oskar Felkl (1913–1947), Rudolf Vlček (1910–1947). Jsou zde ostatky nacistických zločinců, kolaborantů, zrádců a udavačů – například: Karl Hermann Frank; Kurt Daluege; sebevrah Emanuel Moravec. Také zde skončila těla zrádných parašutistů Karla Čurdy a Viliama Gerika.

## Vznik čestného pohřebiště

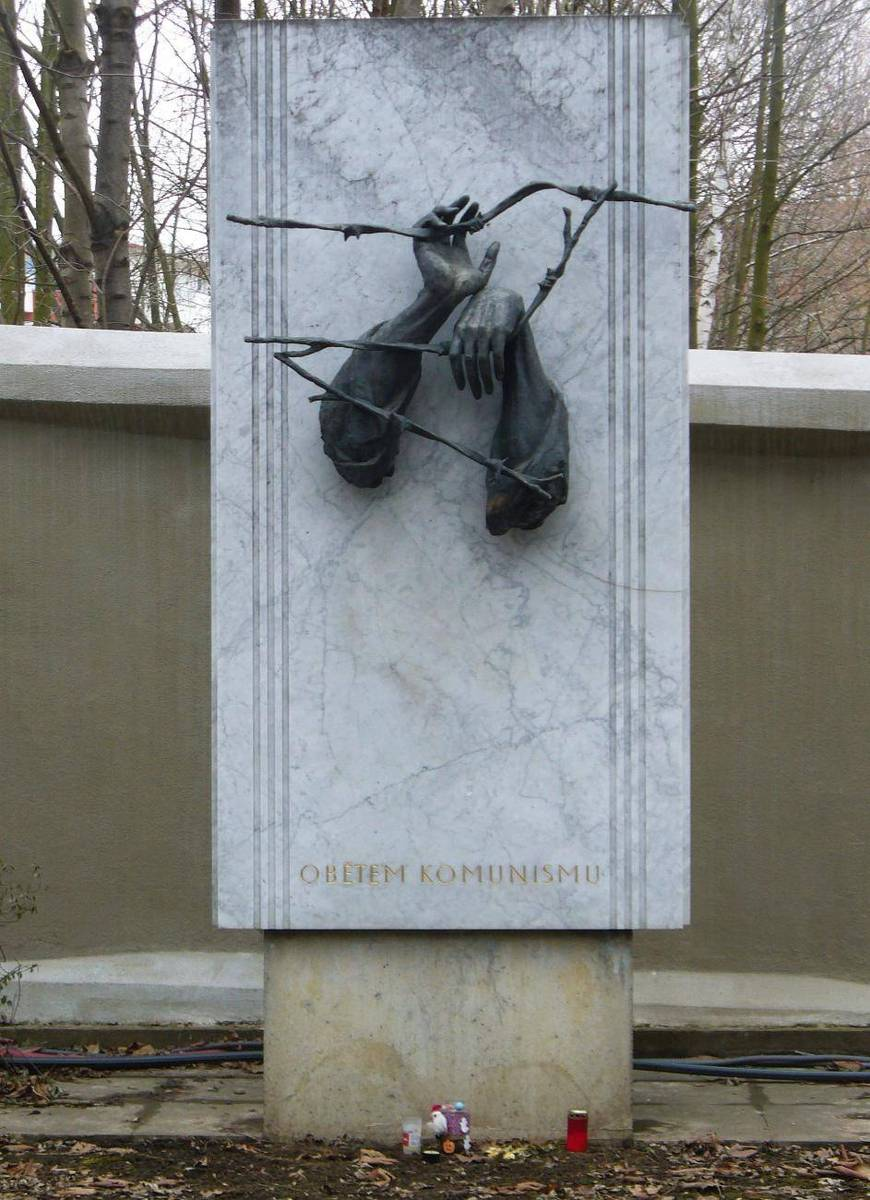
Detail památníku obětem komunistického režimu s plastikou ostnatými dráty propletených rukou

Bývalí političtí vězni začali odkrývat historii hromadných šachtových hrobů na Ďáblickém hřbitově kolem roku 1968, ale plně se této problematice mohli věnovat až po sametové revoluci v roce 1989. Místo u severní zdi Ďáblického hřbitova bylo neudržované, zarostlé stromy a náletovými keři. Půda propadající se až metr pod okolní terén prozrazovala místa, kde vznikly propadliny vlivem vyhnití schránek s ostatky.
Stanislav Stránský spolu se svými kolegy se snažili nejen zjistit jména pohřbených ale současně provést i nezbytné úpravy terénu. Při terénních úpravách pracovali manuálně, větší akce byly i finančně náročné, hodně volného času spotřebovali jednáním na úřadech, hledáním v archivech či návštěvami na ministerstvu vnitra při sestavování seznamu popravených. Po několikaletém úsilí se podařilo místo zušlechtit, vztyčit pomníky mrtvým a prosadit, aby bylo toto místo oficiálně označeno jako „Čestné pohřebiště III. odboje“.
Čestné pohřebiště III. odboje tedy vzniklo z iniciativy Konfederace politických vězňů (KPV) a Sdružení bývalých politických vězňů (SBPV) v České republice.
Návrh úprav celého pietního místa provedl architekt Ladislav Šponar a práce proběhly v letech 1990 až 1992. Nedílnou součástí pietního prostoru je ústřední „Památník obětem komunistického režimu“. Ten vytvořil sochař a medailér Antonín Kulda (1921–2010) a to podle návrhu profesora Kargera z USA. Památník obětem komunismu symbolizuje věznění a mučení nevinných obětí pomocí plastiky ostnatými dráty propletených lidských rukou.
Slavnostního odhalení pietního místa se v roce 1992 zúčastnil i prezident Václav Havel. Místo bylo v roce 1993 vysvěceno arciopatem břevnovského kláštera Anastázem Opaskem a opatem Želivského kláštera Vítem Tajovským. V pořadí druhá úprava celého pietního místa se uskutečnila v letech 1997 až 2001.
Památník obětí z řad II. národního odboje byl odhalen 14. června 2008.

## „Nenechme je tam“
Iniciátorem petice s názvem „Nenechme je tam“ byl vrchní instruktor a metodik ESP (Euro Security Products), podplukovník ve výslužbě Mgr. Pavel Černý. Cílem petice bylo shromáždit dostatečné množství podpisů, které by oprávnily příslušné kompetentní státní úřady (Poslaneckou sněmovnu, pražský magistrát aj.) a instituce k tomu, aby uvolnily finanční prostředky a umožnily tak odborníkům nalézt, exhumovat a identifikovat veškeré ostatky anonymně a nedůstojně pohřbených osob v jámových šachtách Ďáblického hřbitova. Petice byla podpořena i stejnojmenným dokumentárním filmem s hercem Ondřejem Vetchým.
Koncem roku 2022 byla pražským magistrátem ukončena architektonická soutěž na vybudování pietního prostoru v místech hrobů na Ďáblickém hřbitově. V případě realizace tohoto velkoryse pojatého projektu by ale, dle mínění historiků a badatelů, došlo k nevratnému zablokování možnosti vyzvednutí a identifikace ostatků. Mezi signatáři petice „Nenechme je tam“ převládá názor, že důstojný pomník může na Ďáblickém hřbitově vzniknout, ale až po dokončení šetrného archeologického, antropologického a genetického průzkumu, po kterém bude následovat důstojné a pietní pohřbení.
Forenzní genetik se zvláštní specializací na molekulární biologii a DNA diagnostiku Daniel Vaněk pokládá (na začátku 20. let 21. století) otázku identifikace ostatků obětí nacistické či komunistické totality za technicky a technologicky dobře zvládnutelnou. Opírá se o vlastní zkušenosti z práce na identifikaci tisíců zavražděných v občanské válce v bývalé Jugoslávii (ve Srebrenici). Jako příklad zvládnutelnosti masové identifikace lidských ostatků (z let nacistické i komunistické totality) na rozsáhlých plochách je uváděno například Polsko. Identifikaci ostatků na Ďáblickém hřbitově mohou pomoci i archivní záznamy o konkrétních osobách (cca 167 osob) a místech jejich uložení objevené (po roce 2015) historikem Petrem Blažkem.

## Průzkum, exhumace
V roce 2014 byly exhumovány a identifikovány ostatky duchovního Josefa Toufara. V létě roku 2015 během oficiálního pohřbu byly Toufarovy ostatky uloženy do podlahy kostela Nanebevzetí Panny Marie v Číhošti. V roce 2020 zkoumali archeologové jeden z hromadných hrobů, kde byla údajně pohřbena Zdena Mašínová, její ostatky se však nepodařilo nalézt.
Na začátku července 2025 schválila vláda závěry Komise pro otázky masových hrobů na Ďáblickém hřbitově a návrh na exhumaci ostatků tří obětí komunistického režimu ze šachty číslo 14. Komisi složené především z řad odborníků a historiků se během dvou let působení podařilo identifikovat tři politické vězně z období nacistické okupace, jednoho vězně z Malé pevnosti Terezín, jednoho příslušníka americké armády a celkem 113 politických obětí komunistického režimu.

## Fotogalerie

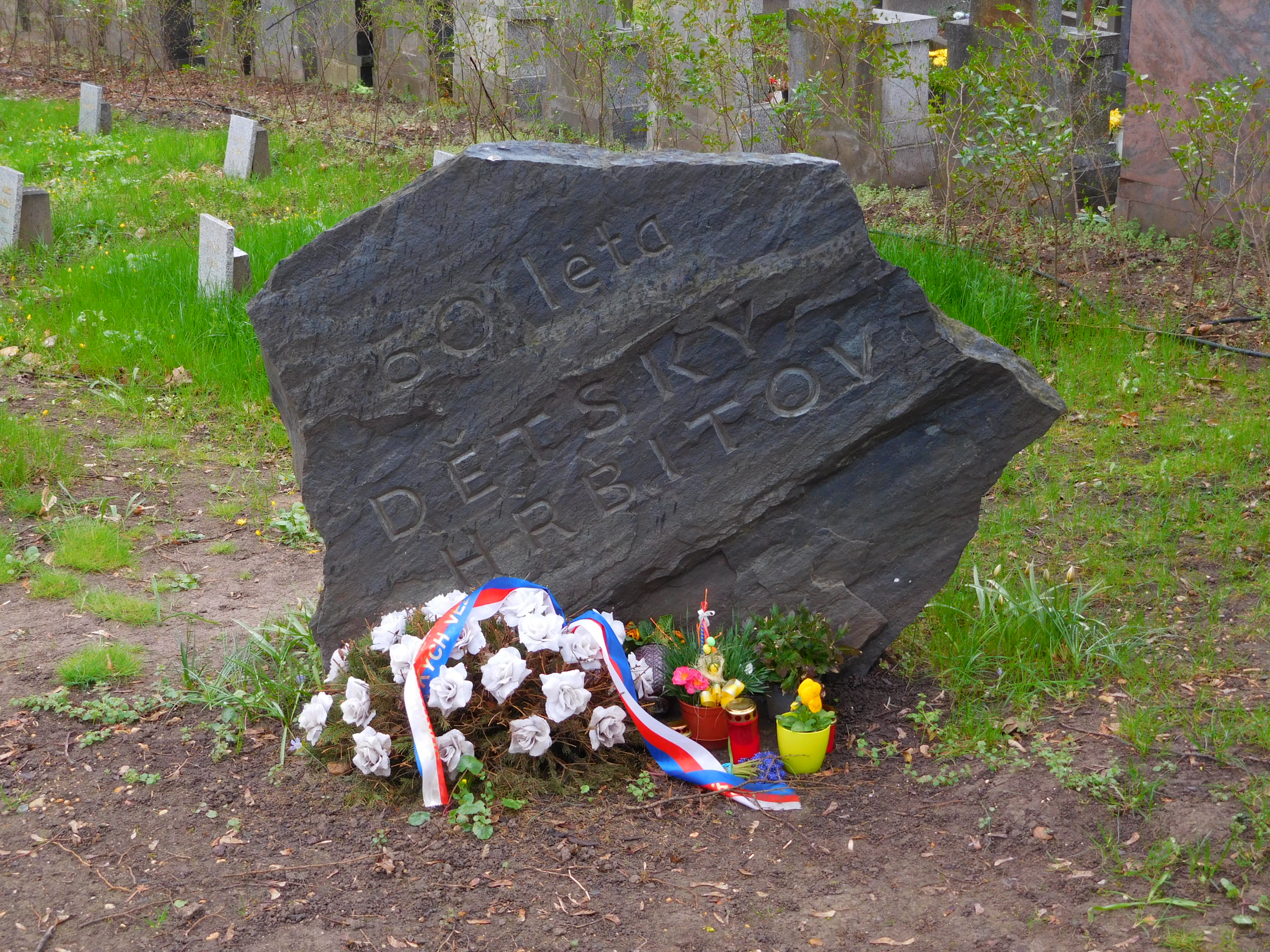
Dětský hřbitov u Čestného pohřebiště III. odboje
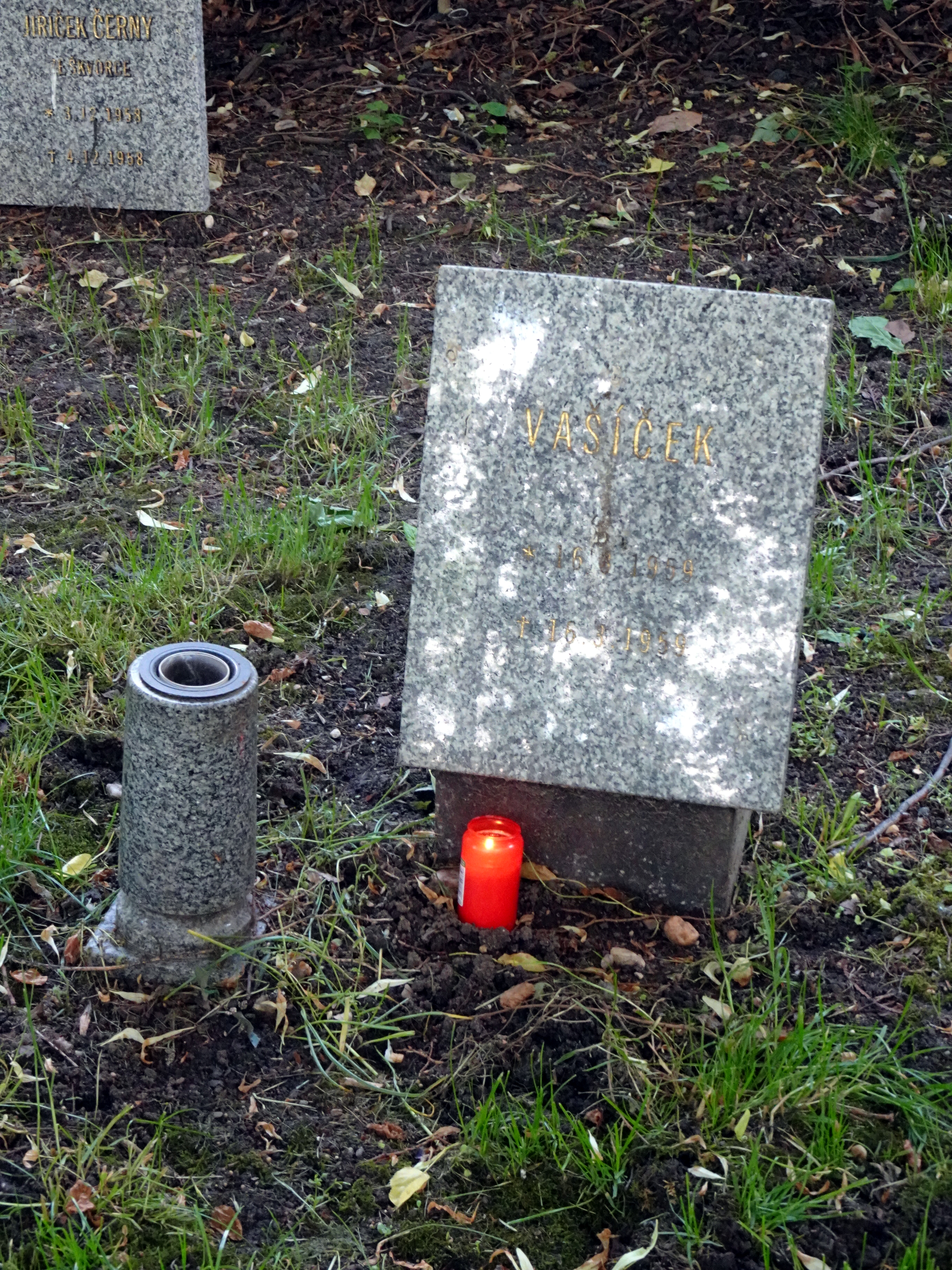
Jeden z náhrobků na dětském hřbitově
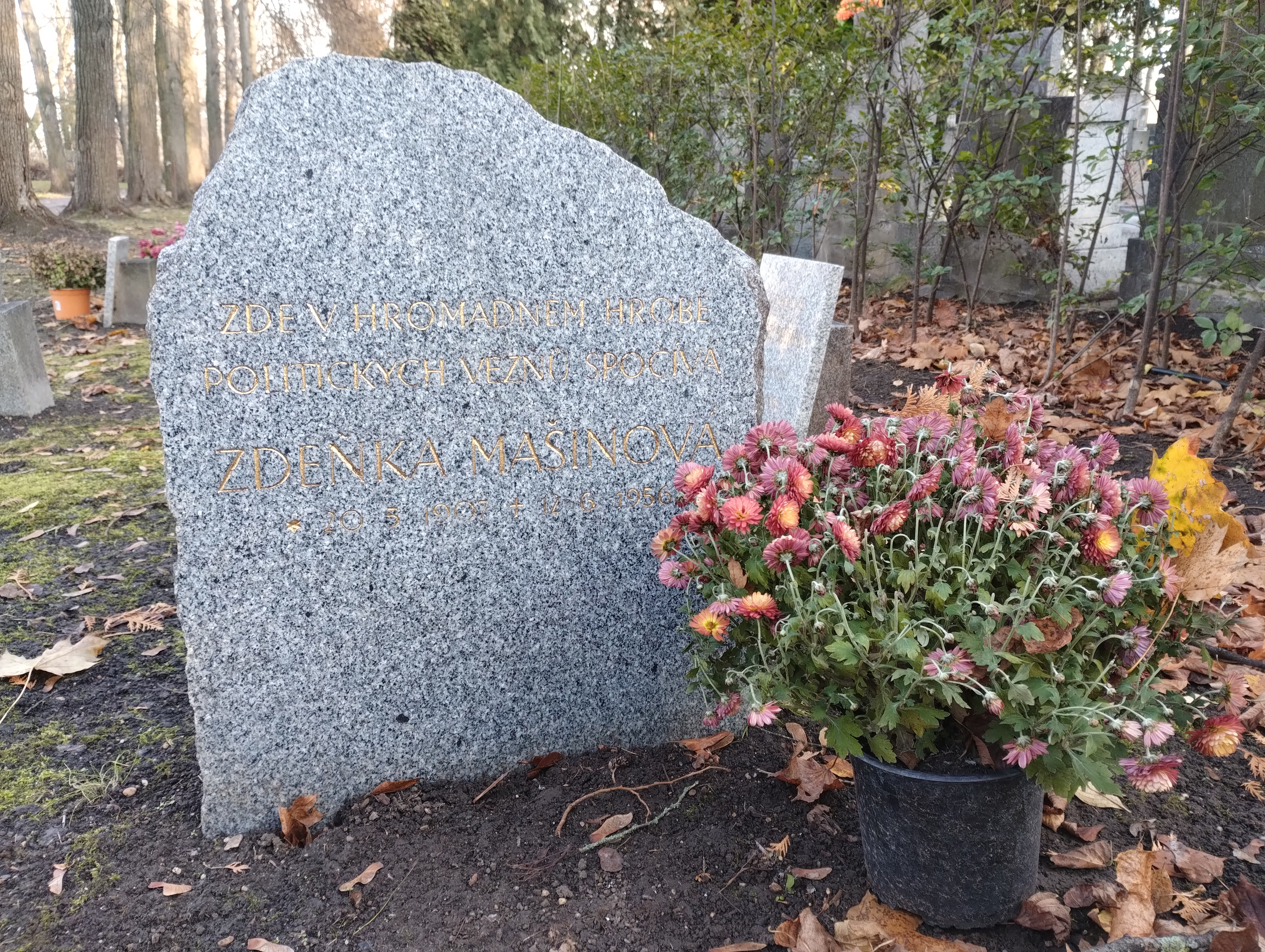
Náhrobek Zděný Mašínové
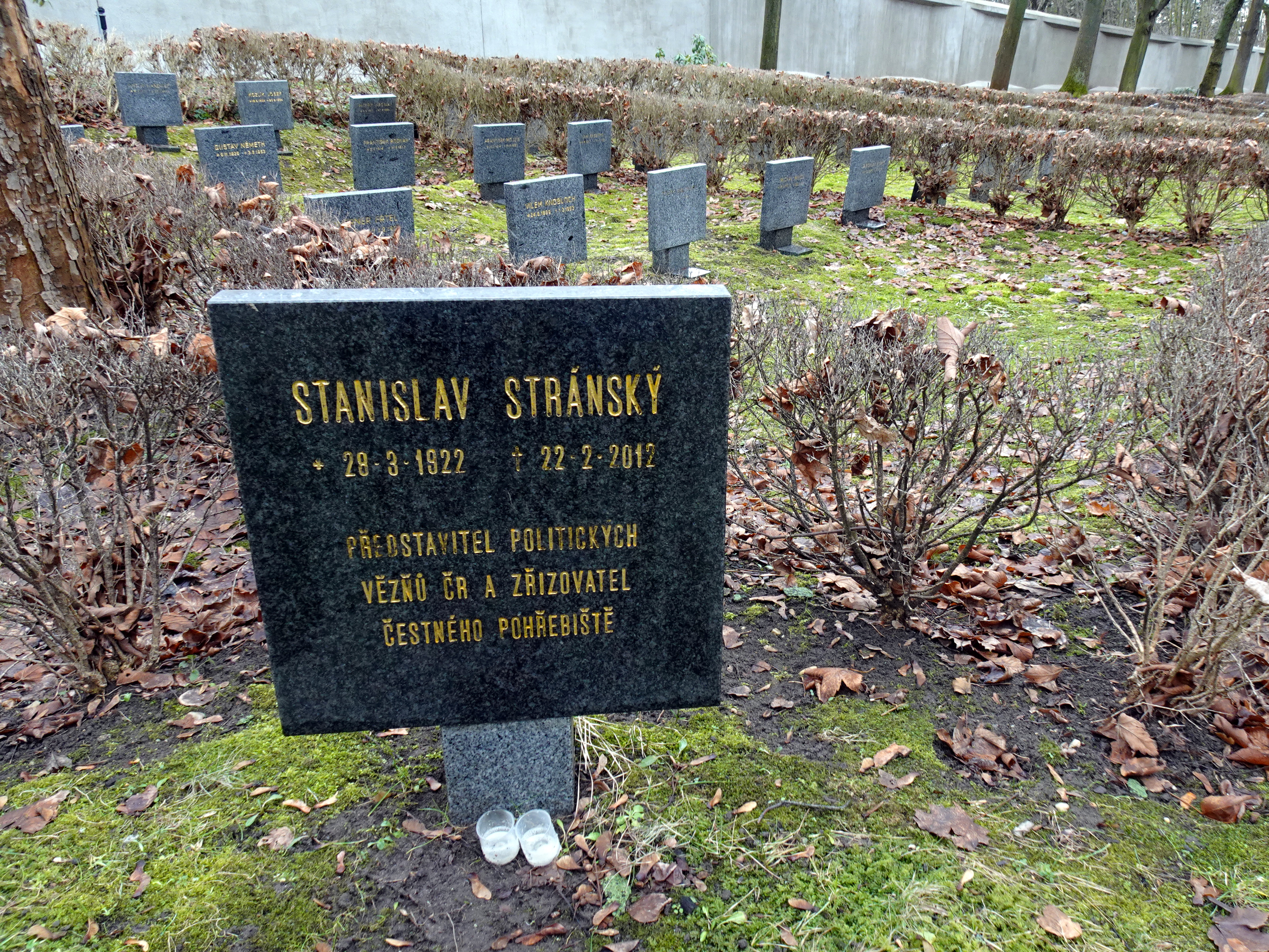
Symbolický hrob Stanislava Stránského – představitele politických vězňů ČR a zřizovatele Čestného pohřebiště III. odboje